# Тревери
Треверите (на латински: Treveri или Treviri) са галско племе, най-известното от групата на белгите, което е населявало бреговете на река Мозел в днешна Западна Германия. Живели са между земите на нервиите, медиоматриките, ремите и десния бряг на река Рейн. Археологични находки на келтските племена има от 3 до 1 в. пр.н.е. Особено от втората половина на 2 в. пр.н.е. и втората половина на 1 в. пр.н.е. треверите, както всички келтски племена са в разцвет – имат парично стопанство, занаяти и търговия. Строят се градове (Мартберг, Отценхаузен), крепости (Валендорф) и села с отбранителни стени.
Главният им град е Августа Треверорум (лат. Augusta Treverorum – „Град на Август в страната на треверите“, днешният Трир), основан от император Август през 30 г. пр.н.е.. Според Юлий Цезар, който пръв ги споменава в своите „Записки за Галската война“ (I, 37; II 24; III 11; IV 6, 10; V 2 – 4, 24, 47, 53, 55, 58; VI 2, 3, 5 – 9, 29, 32, 44; VII 63), те имали германски произход, но говорели на келтски. Съседните племена на сегните, кондрусите и ебуроните зависели от треверите, които се управлявали от 113-те члена на техния сенат, намиращ се в съюз с Рим. Славили са се с храбрата си конница. Подчиняват се на Цезар, но в 54 г. пр.н.е. вождът им Индуциомар е победен от Лабиен и през 30/29 г. въстават (победени са от Ноний Гал). Въстанието на Юлий Флор през 21 г. е потушено от римляните, както и въстанието през 68 – 70 г.
В Трир са намерени техни храмове и различни божества, особено женски. Делили са се на три класи: благородници, народ и роби. По-късно, към втората половина на 5 в., треверите биват асимилирани от немскоезичните франки.